# Đại học Khoa học Sự sống Lublin

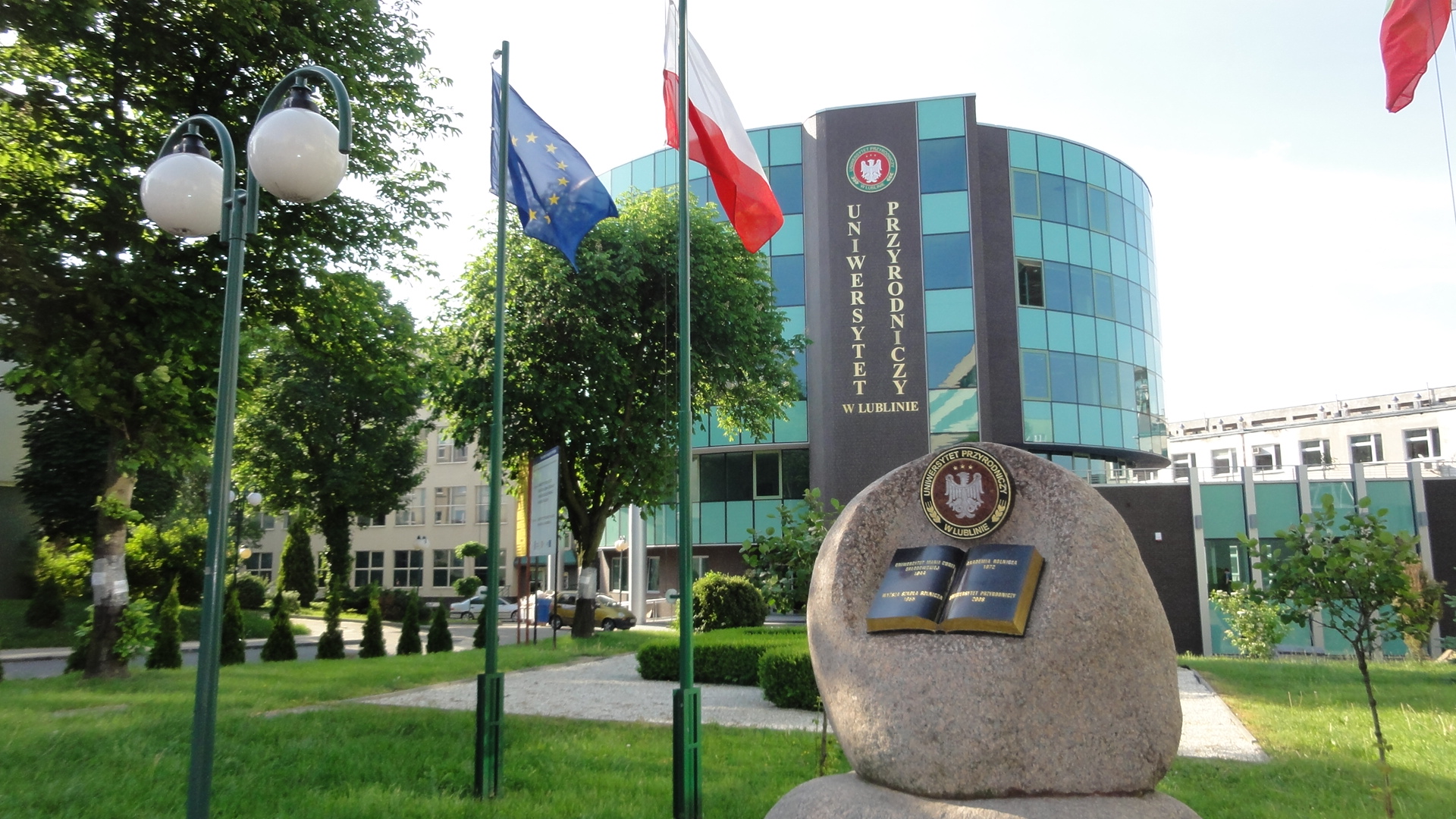
Trụ sở của Đại học Khoa học Sự sống Lublin (Website: https://www.up.lublin.pl/)

Đại học Khoa học Sự sống Lublin là một cơ sở giáo dục công lập của Nhà nước Ba Lan, được thành lập năm 1955. Trường có chức năng đào tạo các lĩnh vực khoa học nông nghiệp, sinh học, thú ý, kỹ thuật, kinh tế và xã hội. Trụ sở của trường nằm ở số 13 đường Akademicka, thành phố Lublin.

## Lịch sử của trường
Tiền thân trước đây của Đại học Khoa học Sự sống là Đại học Nông nghiệp được thành lập theo Quyết định của Hội đồng Bộ trưởng số 603 ngày 6 tháng 8 năm 1955. Đến năm 1972, theo Quy chế của Hội đồng Bộ trưởng thì trường được đổi thành Viện Nông nghiệp (ngày 23 tháng 9 năm 1972). Đến ngày 11 tháng 4 năm 2008, Viện được đổi tên thành Đại học Khoa học Sự sống ở Lublin.

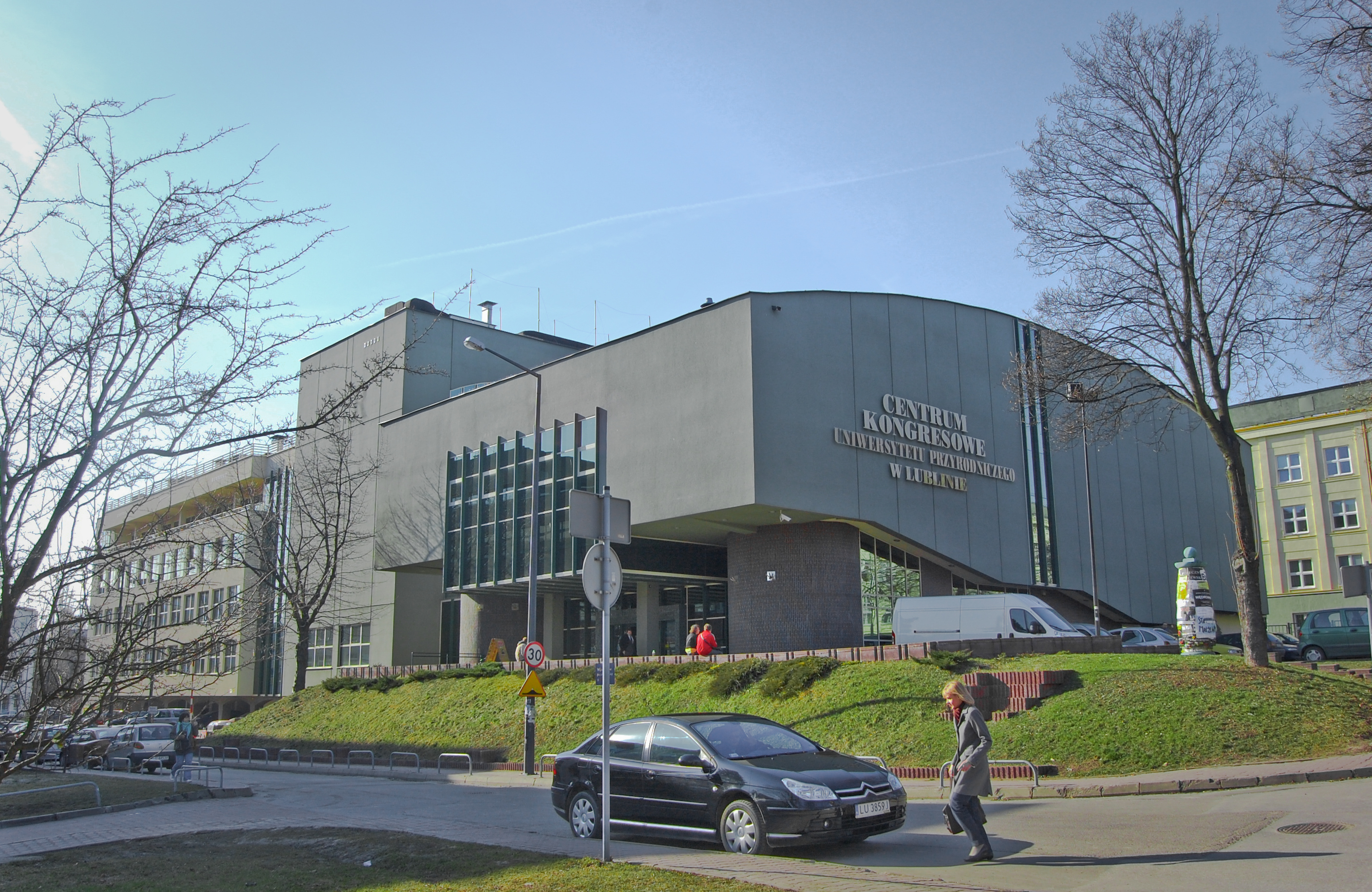
Trung tâm Tổ chức Hội nghị, Hội thảo của Nhà trường

## Các thế hệ Hiệu trưởng Nhà trường[2]
- GS. TSKH Bohdan Dobrzański (1955–1959)
- GS. TSKH Stefan Ziemnicki (1959–1965)
- GS. TSKH Marian Chomiak (1965–1968)
- GS. TSKH Bohdan Dobrzański (1968–1969)
- GS. TSKH Ewald Sasimowski (1969–1972)
- GS. TSKH Janusz Welento (1972–1981)
- GS. TSKH Edmund Prost (1981–1987)
- GS. TSKH Czesław Tarkowski (1987–1990)
- GS. TSKH Józef Nurzyński (1990–1996)
- GS. TSKH Marian Wesołowski (1996–2002)
- GS. TSKH Zdzisław Targoński (2002–2008)
- GS. TSKH Marian Wesołowski (2008–2016)
- GS. TSKH Zygmunt Litwińczuk (2016-nay)

## Các Khoa[3]
- Khoa Kỹ thuật Nông nghiệp
  - Viện Di truyền, Chọn giống và Công nghệ Sinh học thực vật
  - Viện Khoa học Đất, Kỹ thuật và Quản lý Môi trường
  - Viện Nông nghiệp và Môi trường
  - Viện Kinh tế và Kinh doanh nông nghiệp
  - Viện Thảo mộc và Kỹ thuật trồng cây
  - Viện Đồng cỏ và Cảnh quan
  - Viện Vi sinh môi trường
  - Viện cây công nghiệp và cây thuốc
  - Viện Công nghệ sản xuất Cây trồng và Khoa học hàng hóa
  - Viện Du lịch và Giải trí
- Khoa Sinh học Môi trường
  - Viện lý sinh
  - Viện Thực vật học và Sinh lý thực vật
  - Viện Thủy văn và Bảo vệ Hệ sinh thái
  - Viện Động vật và Sinh thái
- Khoa Kỹ thuật Sản xuất
  - Viện Cơ bản về Sinh học của Công nghệ Thức ăn và Thực phẩm
  - Viện Vận hành máy và quản lý quy trình sản xuất
  - Viện Năng lượng và Giao thông vận tải
  - Viện Kỹ thuật Thực phẩm và Máy
  - Viện Cơ khí và Tự động hóa
  - Viện Kỹ thuật Môi trường và Trắc địa
  - Viện Máy Nông nghiệp, Lâm nghiệp và Vận tải
  - Viện Công nghệ Cơ bản
  - Viện Công nghệ Nhiệt và Kỹ thuật Quy trình
  - Viện Toán ứng dụng và Khoa học Máy tính
- Khoa Thú y
  - Viện Cơ sở Sinh học về Bệnh động vật
  - Viện Khoa học thú y tiền lâm sàng
  - Viện Giải phẫu và Mô học Động vật
  - Viện Hóa sinh
  - Viện Sinh học và Khoa Truyền nhiễm
  - Viện Sinh lý động vật
  - Viện Vệ sinh thực phẩm có nguồn gốc động vật
  - Phòng khám sinh sản động vật
- Khoa Khoa học Động vật và Kinh tế Sinh học
  - Viện Cơ sở sinh học chăn nuôi
  - Viện Chăn nuôi và Bảo tồn đa dạng sinh học
  - Viện đánh giá chất lượng và chế biến sản phẩm động vật
  - Viện Dinh dưỡng Động vật
  - Khoa Hóa sinh và Độc chất
  - Viện Vệ sinh Động vật và Mối nguy Môi trường
  - Viện Chăn nuôi và Sử dụng Ngựa
- Khoa Khoa học Thực phẩm và Công nghệ Sinh học
  - Viện Phân tích và Đánh giá Chất lượng Thực phẩm
  - Viện Hóa sinh và Hóa thực phẩm
  - Viện Công nghệ Sinh học, Vi sinh và Dinh dưỡng Con người
  - Viện hóa học
  - Viện Công nghệ Nguyên liệu Thực vật và Ẩm thực
  - Viện Công nghệ Nguồn gốc Động vật
- Khoa Làm vườn và Kiến trúc Cảnh quan
  - Viện Sản xuất Làm vườn
  - Viện Kiến trúc cảnh quan
  - Viện Thuốc thảo dược